# The Titan's Curse: The Graphic Novel
The Titan's Curse: The Graphic Novel (no Brasil, A Maldição do Titã: Graphic Novel) é o terceiro livro da série graphic novel de Percy Jackson & os Olimpianos. 
Foi adaptado por Robert Venditti do livro best-seller de Rick Riordan — A Maldição do Titã. A arte do livro foi feita por Attila Futaki e a coloração por Greg Guilhaumond. O livro foi lançado em 08 de Outubro de 2013 nos Estados Unidos, mesmo dia em que A Casa de Hades — quarto livro da série Os Heróis do Olimpo — foi lançado..
No Brasil, o livro foi lançado em 11 de março de 2014 pela Editora Intrínseca. .

## Antecedentes
Em 12 de outubro de 2010, foi lançada nos EUA, uma versão em estilo de história em quadrinhos do livro O Ladrão de Raios de Rick Riordan. A adaptação foi feita por Robert Venditti e produzida pela editora americana Disney Hyperion (que também lançou a série Percy Jackson original). Foi lançada no Brasil em 17 de agosto de 2011, pela Editora Intrínseca. Nos Estados Unidos, o segundo livro da série, baseado em O Mar de Monstros, foi lançado em 2 de Julho de 2013, cerca de três meses antes de The Titan's Curse.

## Críticas
“Se você está familiarizado com esses personagens ancestrais, vai ficar impressionado pelo modo como Riordan os utiliza. Se não os conhece, essa será uma apresentação empolgante.” - The Guardian
“Riordan é ainda mais bem-sucedido nessa empolgante sequência; ele aprofunda os personagens e a história e, ao mesmo tempo, mantém ininterruptas a diversão e a ação dos livros anteriores.” - Booklist
“De proporções olímpicas.” - School Library Journal

## Sequência
O quarto livro da série graphic novel de Percy Jackson & os Olimpianos ainda não tem lançamento confirmado, mas provavelmente será intitulado The Battle of the Labyrinth: The Graphic Novel. 